# IT타임스
IT타임스(ittimes.com)는 IT, AI, 블록체인 전문 매체이다.

## 연혁
- 2022년 11월 IT타임스 설립
- 2022년 12월 정기간행물 등록
- 2022년 12월 IT타임스 창간
- 2023년 10월 코인마켓캡 뉴스 제휴[1]

## 같이 보기
- 언론기관